# Tigrioides immaculata
Danielithosia immaculata là một loài bướm đêm thuộc phân họ Arctiinae, họ Erebidae.